# Dischistodus pseudochrysopoecilus
Dischistodus pseudochrysopoecilus là một loài cá biển thuộc chi Dischistodus trong họ Cá thia. Loài này được mô tả lần đầu tiên vào năm 1974.

## Từ nguyên
Tiền tố pseudo trong tiếng Latinh mang nghĩa là "giả tạo, sai khác", hàm ý có lẽ đề cập đến sự gàn giống về kiểu hình so với Dischistodus chrysopoecilus.

## Phạm vi phân bố và môi trường sống
Từ Philippines, phạm vi của D. pseudochrysopoecilus trải dài xuống Malaysia và tiểu vùng Melanesia, xa hơn ở phía nam đến rạn san hô Great Barrier và các đảo san hô trên biển San Hô.
Loài này sống gần những rạn san hô trên nền cát ở ngoài khơi và trong đầm phá ở độ sâu đến ít nhất là 5 m.

## Mô tả
D. pseudochrysopoecilus có chiều dài cơ thể tối đa được ghi nhận là 18 cm. Cá trưởng thành có màu nâu sẫm với vệt đốm trắng nổi bật ở giữa lưng. Vảy cá và các vây có các vạch màu xanh lam óng. Đầu cũng có các vệt sọc xanh tương tự. Cá con màu nâu với đốm đen lớn ở vây lưng và hai dải trắng như cá con của Dischistodus prosopotaenia, nhưng dải trắng hẹp hơn so với của D. prosopotaenia.
Số gai ở vây lưng: 13; Số tia vây ở vây lưng: 13–14; Số gai ở vây hậu môn: 2; Số tia vây ở vây hậu môn: 13–14; Số gai ở vây bụng: 1; Số tia vây ở vây bụng: 5; Số tia vây ở vây ngực: 16–17; Số lược mang: 20–22.

## Sinh thái học
Thức ăn của D. pseudochrysopoecilus là tảo. Cá đực có tập tính bảo vệ và chăm sóc trứng.